# Список эпизодов мультсериала «Бэтмен» (2004)
Ниже представлен список эпизодов мультсериала «Бэтмен».
| Сезон | Серии | Серии | Даты показа      | Даты показа      | Даты показа              |
| Сезон | Серии | Серии | Первая серия     | Последняя серия  | Канал                    |
| ----- | ----- | ----- | ---------------- | ---------------- | ------------------------ |
| 1     | 13    | 13    | 11 сентября 2004 | 7 мая 2005       | Cartoon Network Kids' WB |
| 2     | 13    | 13    | 14 мая 2005      | 10 сентября 2005 | Cartoon Network Kids' WB |
| 3     | 13    | 13    | 17 сентября 2005 | 13 мая 2006      | Kids' WB                 |
| 4     | 13    | 13    | 23 сентября 2006 | 5 мая 2007       | Kids' WB                 |
| 5     | 13    | 13    | 22 сентября 2007 | 8 марта 2008     | Kids' WB                 |
| Фильм | Фильм | Фильм | 18 октября 2005  | 18 октября 2005  | Cartoon Network          |

## Сезон 1
| №  | Оригинальное название                | Описание | Дата показа      |
| -- | ------------------------------------ | --- | ---------------- |
| 1  | «The Bat in the Belfry»              | Детективу Итану Беннетту, другу Брюса Уэйна, назначают новую напарницу Эллен Ян и дают задание поймать Бэтмена. Неизвестный освобождает всех пациентов из психиатрической лечебницы Аркхем. Бэтмен является на место события и первый раз встречает Джокера, стоявшего за этим преступлением.                                                                                | 11 сентября 2004 |
| 2  | «Traction»                           | Главари преступных синдикатов нанимают Бэйна, чтобы он покончил с Бэтменом. Тёмному рыцарю приходится очень нелегко против злодея, который вмиг может становиться сильным. | 18 сентября 2004 |
| 3  | «Call of the Cobblepot»              | В Готэме происходит волна ограблений с участием птиц. Брюс Уэйн устраивает вечеринку. На неё является Освальд Кобблпот (Пингвин), на чью семью когда-то работал дед Альфреда. Вскоре Бэтмен узнаёт, что за преступлениями стоит именно он. | 25 сентября 2004 |
| 4  | «The Man Who Would Be Bat»           | Доктор Лэнгстром одержим Бэтменом и желает превратить себя в существо, похожее на летучую мышь. | 2 октября 2004   |
| 5  | «The Big Chill»                      | Мистер Фриз крадёт драгоценные камни у богатых людей на яхте в Готэм-Бэй. Вскоре Бэтмен сталкивается с ним. Во время битвы Фриз рассказывает историю своего происхождения, в которой был замешан Бэтмен. | 30 октября 2004  |
| 6  | «The Cat and the Bat»                | Бэтмен встречает нового врага — опытную воровку Женщину-кошку, которая недавно пыталась украсть дорогую статуэтку у человека, за которым следит тёмный рыцарь. | 6 ноября 2004    |
| 7  | «The Big Heat»                       | Мэр Готэма Мэрион Грейндж сообщает Брюсу Уэйну, что контракт на работу в детской больнице перейдёт к GothCorp вместо его компании. Тем временем в городе орудует новый преступник — Светлячок, который использует для своих преступлений огнестрельное оружие, бронированный костюм и улучшенный реактивный ранец.                                                           | 13 ноября 2004   |
| 8  | «Q&A»                                | Двух человек похищают на разных мероприятиях в один и тот же день, вскоре после того, как каждый из них был публично унижен. Бэтмен узнает, что связь между жертвами — это бывшая детская викторина под названием «Think Thank Thunk», и что виновником является Артур Браун (Cluemaster), вундеркинд и бывший участник, который стремится отомстить за своё унижение в шоу. | 20 ноября 2004   |
| 9  | «The Big Dummy»                      | В Готэм-сити появляется ещё один новый преступник — Арнольд Вескер, чревовещатель с раздвоением личности, чья доминирующая сторона проявляется в кукле Лицо со шрамом. | 27 ноября 2004   |
| 10 | «Topsy Turvy»                        | Джокер сбегает из Аркхема и начинает мстить всем тем, кто поспособствовал его заточению туда. С помощью своего устройства, он запирает своих жертв в большие коробки, стилизованные под игральные карты. | 5 февраля 2005   |
| 11 | «Bird of Prey»                       | Брюс Уэйн становится участником шоу про его жизнь, и за ним всё время ходят репортёры. Пингвин решает отомстить им за прошлый раз и снова является в гости, чтобы обворовать, а затем берёт в заложники Альфреда. | 12 февраля 2005  |
| 12 | «The Rubber Face of Comedy (Part 1)» | Джокер создаёт химикат, который может расплавлять и менять форму металла. Вскоре он берёт в заложники детектива Беннетта и проводит на нём психологические и химические эксперименты. | 30 апреля 2005   |
| 13 | «The Clayface of Tragedy (Part 2)»   | Итан Беннетт становится Клэйфейсом из-за химикатов Джокера и сходит с доброго пути. В конце серии Эллен Ян, раньше пытающаяся арестовать Бэтмена, становится напарником тёмного рыцаря. | 7 мая 2005       |

## Сезон 2
| №  | Оригинальное название                 | Описание | Дата показа      |
| -- | ------------------------------------- | --- | ---------------- |
| 1  | «The Cat, the Bat, and the Very Ugly» | Пингвин и Женщина-кошка встречают друг друга на ограблении музея и решают объединиться, чтобы украсть ценные египетские реликвии. Бэтмен пытается остановить обоих, но Пингвин предаёт Женщину-кошку, прежде чем она сможет сделать то же самое с ним.                                                                                                 | 14 мая 2005      |
| 2  | «Riddled»                             | Детектив Ян и Бэтмен сражаются с новым злодеем — Риддлером. Он расставляет смертельные ловушки по городу, которые можно остановить только отгадав загадки. | 21 мая 2005      |
| 3  | «Fire & Ice»                          | Светлячок и мистер Фриз объединились, чтобы украсть несколько технологий по всему городу, в том числе из «Уэйн Энтерпрайзис». Вскоре становится ясно, что мистер Фриз планирует сделать леденящую зиму постоянным сезоном в Готэме. | 28 мая 2005      |
| 4  | «The Laughing Bat»                    | Джокер решает стать Бэтменом. Но тогда ему нужен свой Джокер. Он отравляет тёмного рыцаря своим газом, и тот начинает медленно сходить с ума. | 4 июня 2005      |
| 5  | «Swamped»                             | Волна мелких краж возле городских каналов и Готэм-Бей приводит Бэтмена к встрече с Убийцей Кроком, большим антропоморфным человеком-крокодилом, который недавно прибыл в Готэм. | 11 июня 2005     |
| 6  | «Pets»                                | Пингвин крадёт звуковое устройство, желая с помощью него контролировать кондора, но оно работает мощнее, чем он рассчитывал, и к Пингвину в подчинение попадает Мэн-бэт. | 18 июня 2005     |
| 7  | «Meltdown»                            | Клэйфейс врывается в Аркхэм, чтобы отомстить Джокеру. Его останавливает Бэтмен. В суде Брюс Уэйн, Эллен Ян и профессор Хьюго Стрэндж заступаются за Итана Беннетта. Ему дают испытательный срок, Брюс берёт его к себе в компанию начальником охраны. Однако, снова сталкиваясь с Джокером, Итан Беннетт не сдерживается и снова становится Клэйфесом. | 25 июня 2005     |
| 8  | «JTV»                                 | Джокер создаёт свой нелицензированный телеканал «JTV». Он похищает мэра Грейнджа и делает его невольным участником своего безумного шоу. Новый напарник детектива Ян — Кэш Тэнкинсон хочет остановить клоуна, но тоже становится заложником. | 9 июля 2005      |
| 9  | «Ragdolls to Riches»                  | У Бэтмена и Женщины-кошки возникла новая проблема в лице преступника Рэгдолла, акробата с тройным шарниром, который пытается украсть бесценные артефакты. Также, не зная альтер эго друг друга, Селина Кайл решает сблизиться с Брюсом Уэйном, чтобы затем обокрасть его.                                                                              | 16 июля 2005     |
| 10 | «The Butler Did It»                   | Альфреду сниться сон, что он совершает воровство. Оказывается, что это так и есть. Бэтмен выясняет, что у других миллиардеров такие же проблемы. В итоге он узнаёт, что дворецких загипнотизировал Спеллбиндер. | 20 августа 2005  |
| 11 | «Grundy’s Night»                      | В Готэме празднуют Хэллоуин, но появляется настоящий монстр — Соломон Гранди. Бэтмену предстоит одолеть его, но во время схватки он узнаёт его истинную сущность. | 27 августа 2005  |
| 12 | «Strange Minds»                       | Джокер похищает детектива Ян и прячет её в неизвестном месте. Желая выяснить, где она, профессор Стрэндж использует своё изобретение, чтобы буквально оказаться в разуме злодея. Бэтмен также настраиваться на их «волну» и подключается. | 3 сентября 2005  |
| 13 | «Night and the City»                  | Джокер, Пингвин и Риддлер не могут поделить город. Тогда они решают устроить соревнование, целью которого является победить их общего врага — Бэтмена. | 10 сентября 2005 |

## Сезон 3
| №  | Оригинальное название                   | Описание | Дата показа      |
| -- | --------------------------------------- | --- | ---------------- |
| 1  | «Batgirl Begins, Part One»              | Юная Барбара Гордон рассказывает, как она стала Бэтгёрл. Она вспоминает, как с подругой Памелой Айсли протестовала и устраивала саботажи корпорациям, наносящим вред окружающей природе, что не нравилось её отцу. Помимо этого, Памела в тайне ото всех нанимала преступника Землетряса, чтобы он совершал нападения на корпорации. Однако, когда он стал задаваться вопрос, почему ему не платят, и узнал, что его босс — девочка-подросток, захотел отомстить. | 17 сентября 2005 |
| 2  | «Batgirl Begins, Part Two»              | Продолжая свой рассказ, Барбара вспоминает, как химическая авария во время битвы Бэтмена и Землетряса превратила Памелу в мутанта и дала ей власть над растениями и спорами, которые могут контролировать разум мужчин. Став Ядовитым Плющом, она продолжает свои атаки на корпорации, после похищает комиссара Гордона и берёт Бэтмена под свой контроль. Барбара, вдохновлённая крестоносцем в плаще, становится героем в виде Бэтгёрл. | 24 сентября 2005 |
| 3  | «A Dark Knight to Remember»             | Бэтмен теряет память после стычки с Пингвином, забывая о своей личности тёмного рыцаря. Бэтгёрл подозревает Брюса Уэйна в том, что он Бэтмен, но позже решает, что ошиблась, и пытается самолично справиться с Пингвином. Она попадает в беду, и Альфред напоминает мистеру Уэйну, кто он на самом деле. | 1 октября 2005   |
| 4  | «A Fistful of Felt»                     | Арнольда Вескера, чревовещателя, поймали и отправили на лечение. Профессор Стрэндж разлучил его с куклой Лицо со шрамом и пациент начал поправляться. Он снова стал артистом-чревовещателем для детей. Это насторожило Бэтмена, но потом он успокоился, ещё не зная, что Стрэндж собирается подкинуть ему куклу обратно ради своего эксперимента. | 8 октября 2005   |
| 5  | «RPM»                                   | Брюс участвует в благотворительной гонке и встречает злодея Редуктора, который может захватить всё механическое и превратить его с помощью нанороботов в очень быстрое транспортное средство, чтобы украсть приз гонки. Бэтмен и Бэтгёрл хотят его остановить, но он уничтожает бэтмобиль, и тогда Бэтмен решает создать более новый и улучшенный транспорт, способный обогнать преступника. | 5 ноября 2005    |
| 6  | «Brawn»                                 | Джокер украл из тюрьмы устройство Бэйна, позволяющее ему становиться супер-сильным. Теперь у Бэтмена и Бэтгёрл в прямом смысле большие проблемы. | 12 ноября 2005   |
| 7  | «The Laughing Cats»                     | Женщину-кошку подозревают в краже амурского леопарда, но позже выясняется, что за этим стоял Джокер. Бэтмен, Бэтгёрл и Женщина-кошка узнают, что он украл ещё одного леопарда для Киллгора Стида, владельца нескольких опасных существ. Он дарит Джокеру двух гиен, но тот предаёт его и использует лабиринт на острове и хищников, чтобы уничтожить летучих мышей и кошку. | 19 ноября 2005   |
| 8  | «Fleurs du Mal»                         | Когда полиция Готэма и правительственные чиновники, включая мэра Грейнджа и комиссара Гордона, принимают странные новые законы, Барбара обнаруживает, что причиной является таинственное растение, которое они все получили. Бэтмен и Бэтгёрл вскоре понимают, что виновата Ядовитый Плющ. | 26 ноября 2005   |
| 9  | «Cash for Toys»                         | Космо Крэнк казался гениальным производителем игрушек, но все его творения были опасны для детей. Брюс и «Уэйн Индастрис» закрыли его компанию. Тем не менее, Брюс вскоре оказывается целью производителя игрушек, желающего отомстить, убив его новыми дьявольскими версиями своих игрушек. Комиссар Гордон назначает детектива Тэнкинса телохранителем мистера Уэйна, пока безумный злодей не будет арестован. Брюсу приходиться бросить Кэша Тэнкинса, чтобы в виде Бэтмена разобраться с Крэнком самому. | 4 февраля 2006   |
| 10 | «The Apprentice»                        | Джокер завидует, что у Бэтмена есть ученица Бэтгёрл, и хочет найти себе компаньона. Он находит мальчика Дэни, шутки которого никому не смешны и его оставляют после уроков. Психопат пользуется ситуацией и втирается к мальчику в доверие, превращая его в своего напарника — Прикола. Во время битвы двух команд, Барбара узнаёт в Приколе своего одноклассника. | 11 февраля 2006  |
| 11 | «Thunder»                               | Максимилиан Зевс, технологический предприниматель, миллиардер и фанатик греческой и римской истории, проиграл на выборах действующему мэру Грейнджу. Тогда он решил силой захватить город, используя свой гигантский самолёт под названием «Новый Олимп», оснащённый мощным оружием и укомплектованный личными силами безопасности «Гладиаторов». | 18 февраля 2006  |
| 12 | «The Icy Depths»                        | Альфред удивлен, когда его старый школьный друг появляется в Готэме и приглашает на поиски сокровищ. Хотя Альфред устал от своего друга, он соглашается, не подозревая, что разыскиваемое сокровище является целью и Пингвина, и мистера Фриза. Бэтмен вынужден присоединиться к охоте и вскоре приходит к выводу, что сокровище находится под заливом Готэм. | 6 мая 2006       |
| 13 | «Gotham’s Ultimate Criminal Mastermind» | Профессор Стрэндж создаёт компьютерную программу D.A.V.E., в которую занесены мысли психически больных преступников. D.A.V.E. вырывается на свободу и доказывает городу, что он главный преступный ум Готэма, совершая безупречные преступления. Бэтмен выясняет, что робот восстал неслучайно, направляется к профессору и узнаёт о его тайных пристрастиях. D.A.V.E. вычисляет личность Бэтмена и берёт в заложники Альфреда. По возвращении домой Бэтмену предстоит сложный выбор. Однако, хитроумным способом он одолевает робота, а его создателя «понижают» с главного врача-психиатра до пациента лечебницы Аркхем. | 13 мая 2006      |

## Сезон 4
| №  | Оригинальное название   | Описание | Дата показа      |
| -- | ----------------------- | --- | ---------------- |
| 1  | «A Matter of Family»    | Юный циркач Дик Грейсон теряет своих родителей по вине преступника Тони Зукко. Брюс Уэйн, переживший такую трагедию, усыновляет мальчика. В роли Бэтмена он ищет Зукко, чтобы вершить правосудие. Дик случайно попадает в пещеру Бэтмена, узнаёт личность приёмного отца и становится Робином.                            | 23 сентября 2006 |
| 2  | «Team Penguin»          | Посмотрев фильм, в котором группа преступников слаженно сработала, Пингвин решает создать свою команду. В неё вошли он сам, Убийца Крок, Светлячок, Рэгдолл и Моль-убийца. Бэтгёрл узнаёт о новом напарнике Бэтмена и ревнует.                                                                                            | 30 сентября 2006 |
| 3  | «Clayfaces»             | Клэйфейс схватывает Джокера и сдаётся сам. Он снова решил исправиться. В «Уэйн Индастрис» уже близки к созданию противоядия. Неудачный актёр Бэзил Карло крадёт мутаген, которым был заражён Итан Беннетт, и становится вторым Клэйфейсом.                                                                                | 7 октября 2006   |
| 4  | «The Everywhere Man»    | Неизвестный преступник ворует картины и умеет исчезать. Бэтмен и Робин расследуют это дело и приходят к выводу, что за этим стоит учёный-физик Джон Марлоу, друг Брюса Уэйна. Но позже выясняется, что это лишь двойник, умеющий с помощью прибора моментально клонироваться и использующий псевдоним Вездесущий человек. | 4 ноября 2006    |
| 5  | «The Breakout»          | Бэтмен побеждает Чёрную Маску. Его приспешники намерены освободить босса из участка полиции Готэма, чтобы он мог активировать устройство судного дня. Бэтмен был схвачен. Робину и Бэтгёрл придётся самостоятельно спасать город.                                                                                         | 11 ноября 2006   |
| 6  | «Strange New World»     | Хьюго Стрэндж заражает население города вирусом, который превращает их в зомби. Только Бэтмен и Робин остаются, чтобы найти и распространить противоядие. | 18 ноября 2006   |
| 7  | «Artifacts»             | Через тысячу лет, в возможном будущем, жители нового Готэма должны раскрыть историю Бэтмена, чтобы остановить нового и улучшенного мистера Фриза. | 3 февраля 2007   |
| 8  | «Seconds»               | Фрэнсис Грэй, мастер по ремонту часов, совершил в прошлом маленькую ошибку, которая привела к большим последствиям, отсидел 15 лет. В тюрьме у него возникла способность контролировать ход времени, он мог отматывать его назад, и только он помнил, что будет в будущем.                                                | 10 февраля 2007  |
| 9  | «Riddler’s Revenge»     | Бэтмен и Риддлиер оказываются в контейнере, тонущем в реке Готэма. Риддлер рассказывает историю своего происхождения. | 17 февраля 2007  |
| 10 | «Two of a Kind»         | Ведущая Харлин Квинзель опозорила Брюса Уэйна на своём телешоу и была уволена. Джокер решил воспользоваться этим и встёрся в доверие к девушке, превратив её в Харли Квин. | 24 февраля 2007  |
| 11 | «Rumors»                | Неизвестный похищает преступников и злодеев Готэма. Его прозвали Слух. Он готов идти на радикальные меры, в отличие от Бэтмена. | 3 марта 2007     |
| 12 | «The Joining, Part One» | Брюс обнаруживает, что «Уэйн Индастрис» распространяет инопланетные технологии по всему миру, и получает помощь от таинственного союзника, который предупреждает его о том, что инопланетная раса угрожает захватить Землю. Между тем, Бэтмен начинает задаваться вопросом, будет ли ему лучше без Бэтгёрл и Робина.      | 28 апреля 2007   |
| 13 | «The Joining, Part Two» | Пришельцы устраивают вторжение. Бэтмен и Марсианский Охотник пытаются проникнуть в башню «Уэйн Индастрис», чтобы активировать спутники компании, способные остановить атаку пришельцев. Альфред призывает Робина и Бэтгёрл помочь, невзирая на приказ Бэтмена остаться.                                                   | 5 мая 2007       |

## Сезон 5
| №  | Оригинальное название                 | Описание | Дата показа      |
| -- | ------------------------------------- | --- | ---------------- |
| 1  | «The Batman/Superman Story, Part One» | Бэтмен и Супермен объединились после того, как Лекс Лютор прибыл в Готэм. Позже злодей овладевает спорами Ядовитого плюща, контролирующими разум, и соединяет с криптонитом, чтобы получить возможность управлять Суперменом. | 22 сентября 2007 |
| 2  | «The Batman/Superman Story, Part Two» | Бэтмен и Робин должны сразиться с Суперменом, который теперь находится под контролем Лекса Лютора, поскольку злодей планирует запустить волну роботов Lex Corps и захватить все армии мира. | 29 сентября 2007 |
| 3  | «Vertigo»                             | Бэтмен приветствует ещё одного члена Лиги справедливости в Готэме — Зелёную стрелу, когда граф Вертиго, злодей, который может повлиять на чувство равновесия людей, прибывает в город с дьявольским планом. | 6 октября 2007   |
| 4  | «White Heat»                          | У Светлячка появилась помощница — Пламя. Он хочет улучшить своё снаряжение, но из-за несчастного случая превращается в живой фосфор. | 13 октября 2007  |
| 5  | «A Mirror Darkly»                     | К Бэтмену и Робину наведывается Флэш. Вместе они собираются помешать Зеркальному мастеру заточить всех в ловушке зазеркалья. | 3 ноября 2007    |
| 6  | «Joker Express»                       | Жители Готэма разражаются истерическим смехом и сбрасывают украденные вещи в реку, а Бэтмен, Робин и Бэтгёрл вскоре идут по следу Джокера, который использует паровоз для своих преступлений. | 10 ноября 2007   |
| 7  | «Ring Toss»                           | Зелёный Фонарь просит Бэтмена помочь разобраться с Синестро. По стечению обстоятельств, Пингвин заполучает кольцо Корпуса Зелёных Фонарей, дающее ему суперсилу. | 8 декабря 2007   |
| 8  | «The Metal Face of Comedy»            | Новый помощник Джокера изобретает для него шлем виртуальной реальности, чтобы тот мог дистанционно грабить банковские счета. Во время схватки с Бэтменом и Робином, из-за повреждения шлема, разум Джокера оказывается в виртуальной реальности, который вскоре с помощью нанороботов преобразуется в реальном мире. Однако, настоящий Джокер не особо рад своему компьютерному двойнику. | 15 декабря 2007  |
| 9  | «Attack of the Terrible Trio»         | Трио неудачников из колледжа используют украденный у доктора Лэнгстрома мутаген, чтобы мутировать в антропоморфных животных и отомстить тем, кто их обижал. | 2 февраля 2008   |
| 10 | «The End of the Batman»               | Гнев и Презрение — тёмные двойники Бэтмена и Робина. Они намерены победить героев, чтобы отомстить за своих родителей, которых когда-то поймал Бэтмен. Для этого они также подключают Джокера, Пингвина, Убийцу Крока и Чревовещателя. | 9 февраля 2008   |
| 11 | «What Goes Up…»                       | Чёрная Маска нанимает Теневого Вора. Человек-ястреб объединяется с Бэтменом, чтобы остановить их. | 16 февраля 2008  |
| 12 | «Lost Heroes, Part One»               | Сверхмощные члены Лиги Справедливости начинают исчезать один за другим. Только Бэтмен, Робин и Зелёная Стрела остались расследовать и обнаружили, что замешаны их старые враги — пришельцы. | 8 марта 2008     |
| 13 | «Lost Heroes, Part Two»               | Пришельцы создали двойников-андроидов членов Лиги Справедливости. Хьюго Стрэндж заключает сделку с пришельцами. | 8 марта 2008     |

## Фильм
| № | Название                | Описание | Дата показа     |
| - | ----------------------- | --- | --------------- |
| 1 | «Бэтмен против Дракулы» | Джокер и Пингвин сбегают из Аркхема, чтобы найти на городском кладбище сокровища. После побега они ссорятся и разделяются. Пингвин забредает в склеп, находит гроб Дракулы, ненароком пробуждает его и становится невольным рабом вампира. | 18 октября 2005 |